# 寇治
寇治（458年—525年），字祖礼，北魏上谷郡昌平县（今北京市昌平区）人。

## 生平
寇治以门荫开始担任中散平宪，历任洛阳县令、步兵校尉、鲁阳太守。魏宣武帝去世后，历任将作大匠、前将军、东荆州刺史，有政绩。居丧以孝著称。担任河州刺史时，却铁匆造反，城民赴洛阳控诉其贪狠十六条，于是获罪免官。赦免后，兼廷尉卿，兼尚书。畏避权贵，不能执法公正，加金紫光禄大夫，封昌平县开国男。正光六年正月，蛮族在三鸦反魏，寇治为镇南将军、都督三荆诸军事、行台尚书，率军追讨，阵亡，时年六十九岁。追赠卫大将军、七兵尚书、雍州刺史，谥号昭。其子寇朏之，字长明，袭封昌平县男。

## 家庭

### 十一世祖
- 寇荣，东汉侍中

### 曾祖
- 寇修之，北魏秦州刺史、冯翊哀公

### 祖父
- 寇赞，北魏雍州刺史、河南宣穆公

### 父母
- 寇臻，北魏假节、幽郢二州刺史、威侯
- 谯郡夏侯氏，本州都夏侯融之女

### 兄弟姐妹
- 寇祖训，北魏顺阳郡太守
- 寇孚，北魏南阳郡太守
- 寇慰，北魏冠军府长史
- 寇凭
- 寇祖仁，北魏尚书郎
- 寇俊，北周骠骑大将军、开府仪同三司、西安元子
- 寇氏，嫁东魏平广洛三州刺史、恭公辛珍之

### 夫人
- 河内司马氏，中书郎、典寺鉴司马庆安之女

### 子女
- 寇朏之，东魏镇东将军、金紫光禄大夫、昌平男